# Hüttschlag
Hüttschlag är en ort och kommun i förbundslandet Salzburg i Österrike. Kommunen har 893 invånare (2024), på en yta av 97,18 km².
Kommunen består av tre orter (Ortschaften) (inom parentes invånarantal 1 januari 2024):
- Hüttschlag (605)
- Karteis (182)
- See (106)